# Arif Tabrizi
Arif Tabrizi (em azeri:  Arif Təbrizi; século XVIII – 1805) foi um poeta azerbaiyano que escreveu principalmente gazeles.

## Biografia
Desconhece-se a data de nascimento do poeta. Sabe-se que nasceu em Tabriz e passou a maior parte de sua vida ali. Presta-se especial atenção aos motivos com a temática do sofrimento, a añoranza e a tristeza em suas gazeles. Algumas de suas obras recopilam-se na colecção de livros da pesquisadora Mirza Husein Efêndi Gayibov chamada "A colecção de poemas de poetas famosos em Azerbaiyán". Arif Tabrizi morreu em 1805.